# Sputnik virofag
Sputnik virofag (Mimivirus-dependent virus Sputnik, iz »virus« in grške besede starogrško φάγειν: phagein - žreti) je specifičen virus, ki je funkcionalno podoben bakteriofagom. Je subvirusni delec ikozahedralne oblike in ima premer okoli 50 nm. Virus se ne more razmnoževati v normalnih amebah, pač pa le v amebah, okuženih z drugimi virusi, pri čemer izrabijo njihove mehanizme razmnoževanja. Sputnik virofag ni podoben nobenim drugim virusom in tako verjetno predstavlja novo taksonomsko skupino virusov, s tem pa je tudi prvi odkriti predstavnik virofagov. Z vidika okuženja drugih virusov bi se ga teoretično lahko izrabilo kot sredstvo za razvoj novih metod zdravljenja virusnih okužb.

## Genetsko ozadje
Genom virofaga predstavlja krožna dvojnoverižna DNK, velikosti 18.343 kbp. Le-ta vsebuje gene, ki nosijo zapis sposobnosti za okuženje vseh domen živih organizmov, tj. evkariontov, arhej in bakterij. Je asociiran z mamavirusom, novejšim sevom Acanthamoeba polyphaga mimivirusa (APMV). Virofag deluje destruktivno na APMV in povzroči nastanek nenormalne kapside (ovojnice) virusa, kar zmanjša njegovo sposobnost kužnosti.

## Evolucijski razvoj
V genomu virofaga je bilo odkritih veliko homolognih genov, ki so prisotni tudi pri mimivirusu. Ena od verjetnih teorij je ta, da je prišlo do izmenjave genov med virofagom in gostiteljsko celico, potem ko je ta že bila okužena z APMV. Predvidevano je tudi to, da je bil virofag sredstvo za lateralni ali horizontalni prenos genov med večjimi virusi, ki predstavljajo znaten delež populacije DNK virusov v morskem okolju.